# Eburodacrys prolixa
Eburodacrys prolixa là một loài bọ cánh cứng trong họ Cerambycidae.